# Шатињонвил
Шатињонвил (фр. Chatignonville) насеље је и општина у Француској у региону Париски регион, у департману Есон која припада префектури Етан.
По подацима из 2011. године у општини је живело 53 становника, а густина насељености је износила 10,33 становника/km². Општина се простире на површини од 5,13 km². Налази се на средњој надморској висини од 160 метара (максималној 159 m, а минималној 152 m).

## Демографија
| 1962. | 1968. | 1975. | 1982. | 1990. | 1999. | 2011. |
| ----- | ----- | ----- | ----- | ----- | ----- | ----- |
| 66    | 70    | 70    | 84    | 86    | 89    | 53    |

График промене броја становника у току последњих година